# تپه بازگیر
تپه بازگیر مربوط به سده‌های میانه دوران پس از اسلام است و در شهرستان خرم‌آباد، بخش مرکزی، دهستان کرگاه شرقی، روستای دیناروند علیا واقع شده و این اثر در تاریخ ۲۲ اسفند ۱۳۸۵ با شمارهٔ ثبت ۱۸۱۴۲ به‌عنوان یکی از آثار ملی ایران به ثبت رسیده است.